# Gare de Hamoir
La gare de Hamoir est une gare ferroviaire belge de la ligne 43, de Liège (Angleur) à Marloie, située sur le territoire de la commune de Hamoir, en Région wallonne dans la province de Liège.
Elle est mise en service en 1866 par la Grande compagnie du Luxembourg. C'est une halte ferroviaire de la Société nationale des chemins de fer belges (SNCB) desservie par des trains Omnibus (L) et Heure de pointe (P).

## Situation ferroviaire
Établie à 119 mètres d'altitude, la gare de Hamoir est située au point kilométrique (PK) 23,40 de la ligne 43, de Liège (Angleur) à Marloie, entre les gares de Comblain-la-Tour et de Sy.

## Histoire
La station de Hamoir est mise en service le 1er août 1866 par la Grande compagnie du Luxembourg lorsqu'elle ouvre à l'exploitation la section de Melreux à Angleur (Liège) qui permet l'ouverture dans la totalité de la ligne de l'Ourthe. La gare est pourvue d'un bâtiment des recettes, d'une halle aux marchandises ainsi qu'une petite remise à locomotives.
L’État belge devient l'exploitant du réseau GCL à partir de 1873 et fait construire un nouveau bâtiment de gare lequel possédait à l’origine des pignons à redents qui étaient à la mode pour les gares belges lors de sa construction ; ils ont par la suite été arasés après 1900. Ce bâtiment fit l'objet de travaux d'exhaussement et de construction d'une annexe pour le chef de gare en 1889.

## Service des voyageurs

### Accueil
Halte SNCB, c'est un point d'arrêt non géré (PANG) à accès libre. Avec deux quais et abris ainsi qu'un distributeur automatique de titres de transport.

### Dessertes
Hamoir est desservie par des trains Omnibus (L) et Heure de pointe (P) de la SNCB.
La desserte comprend des trains L qui effectuent des missions entre les gares de Liers et de Marloie, ou Rochefort-Jemelle (toutes les heures en semaine et toutes les deux heures les week-ends et jours fériés). En semaine, on retrouve également une paire de trains d’heure de pointe (P) circulant entre Liège-Saint-Lambert et Rochefort-Jemelle, un unique train P de Liège-Guillemins à Marloie (le matin) et un autre à destination de Bomal (vers midi, uniquement les mercredis).
En été, un unique train touristique (ICT) circulant le matin entre Liers et Rochefort-Jemelle se rajoute aux trains L de cette relation durant les weekends.

### Intermodalité
Un parking pour les véhicules y est aménagé.

## Comptage voyageurs
Ce graphique et tableau montre le nombre de voyageurs embarquant en moyenne durant la semaine, le samedi et le dimanche.
| Nombre de passagers qui embarquent à la gare de Hamoir | Nombre de passagers qui embarquent à la gare de Hamoir | Nombre de passagers qui embarquent à la gare de Hamoir | Nombre de passagers qui embarquent à la gare de Hamoir |
|                                                        | Semaine                                                | Samedi                                                 | Dimanche                                               |
| ------------------------------------------------------ | ------------------------------------------------------ | ------------------------------------------------------ | ------------------------------------------------------ |
| 1977                                                   | 232                                                    | 88                                                     | 72                                                     |
| 1978                                                   | 246                                                    | 95                                                     | 75                                                     |
| 1979                                                   | 273                                                    | 113                                                    | 70                                                     |
| 1980                                                   | 232                                                    | 83                                                     | 74                                                     |
| 1981                                                   | 273                                                    | 93                                                     | 63                                                     |
| 1982                                                   | 282                                                    | 103                                                    | 58                                                     |
| 1983                                                   | 284                                                    | 76                                                     | 62                                                     |
| 1984                                                   | 249                                                    | 87                                                     | 4                                                      |
| 1985                                                   | 252                                                    | 119                                                    | 86                                                     |
| 1986                                                   | 278                                                    | 92                                                     | 105                                                    |
| 1987                                                   | 247                                                    | 60                                                     | 132                                                    |
| 1988                                                   | 280                                                    | 103                                                    | 109                                                    |
| 1989                                                   | 202                                                    | 107                                                    | 107                                                    |
| 1990                                                   | 202                                                    | 98                                                     | 83                                                     |
| 1991                                                   | 197                                                    | 78                                                     | 116                                                    |
| 1992                                                   | 181                                                    | 96                                                     | 92                                                     |
| 1993                                                   | 185                                                    | 57                                                     | 94                                                     |
| 1994                                                   | 194                                                    | 48                                                     | 94                                                     |
| 1995                                                   | 164                                                    | 64                                                     | 54                                                     |
| 1996                                                   | 191                                                    | 102                                                    | 141                                                    |
| 1997                                                   | 199                                                    | 63                                                     | 99                                                     |
| 1998                                                   | 166                                                    | 74                                                     | 107                                                    |
| 1999                                                   | 146                                                    | 52                                                     | 120                                                    |
| 2000                                                   | 145                                                    | 78                                                     | 62                                                     |
| 2001                                                   | 141                                                    | 52                                                     | 50                                                     |
| 2002                                                   | 150                                                    | 80                                                     | 90                                                     |
| 2003                                                   | 149                                                    | 67                                                     | 99                                                     |
| 2004                                                   | 165                                                    | 72                                                     | 144                                                    |
| 2005                                                   | 159                                                    | 82                                                     | 110                                                    |
| 2006                                                   | 156                                                    | 63                                                     | 64                                                     |
| 2007                                                   | 158                                                    | 74                                                     | 119                                                    |
| 2008                                                   | -                                                      | -                                                      | -                                                      |
| 2009                                                   | 240                                                    | 96                                                     | 114                                                    |
| 2010                                                   | -                                                      | -                                                      | -                                                      |
| 2011                                                   | -                                                      | -                                                      | -                                                      |
| 2012                                                   | 245                                                    | 104                                                    | 105                                                    |
| 2013                                                   | 257                                                    | 78                                                     | 93                                                     |
| 2014                                                   | 273                                                    | 70                                                     | 84                                                     |
| 2015                                                   | 232                                                    | 99                                                     | 117                                                    |
| 2016                                                   | 239                                                    | 85                                                     | 75                                                     |
| 2017                                                   | 260                                                    | 66                                                     | 68                                                     |
| 2018                                                   | 269                                                    | 84                                                     | 79                                                     |
| 2019                                                   | 208                                                    | 65                                                     | 56                                                     |
| 2020                                                   | 149                                                    | 48                                                     | 52                                                     |
| 2021                                                   | -                                                      | -                                                      | -                                                      |
| 2022                                                   | 286                                                    | 58                                                     | 71                                                     |
| 2023                                                   | 265                                                    | 64                                                     | 78                                                     |
| 2024                                                   | 336                                                    | 103                                                    | 131                                                    |

galerie de photographies
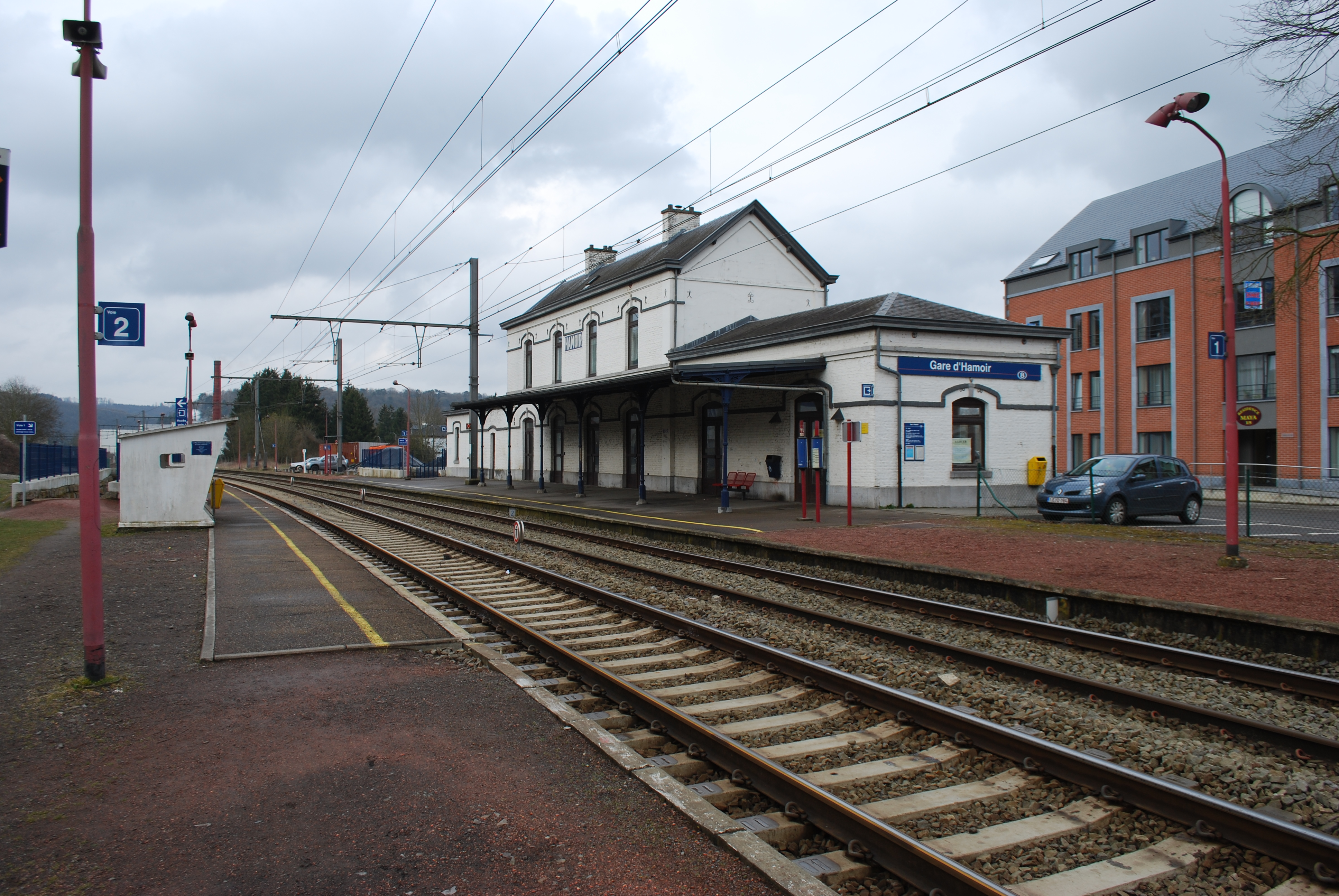
Quais et bâtiment.
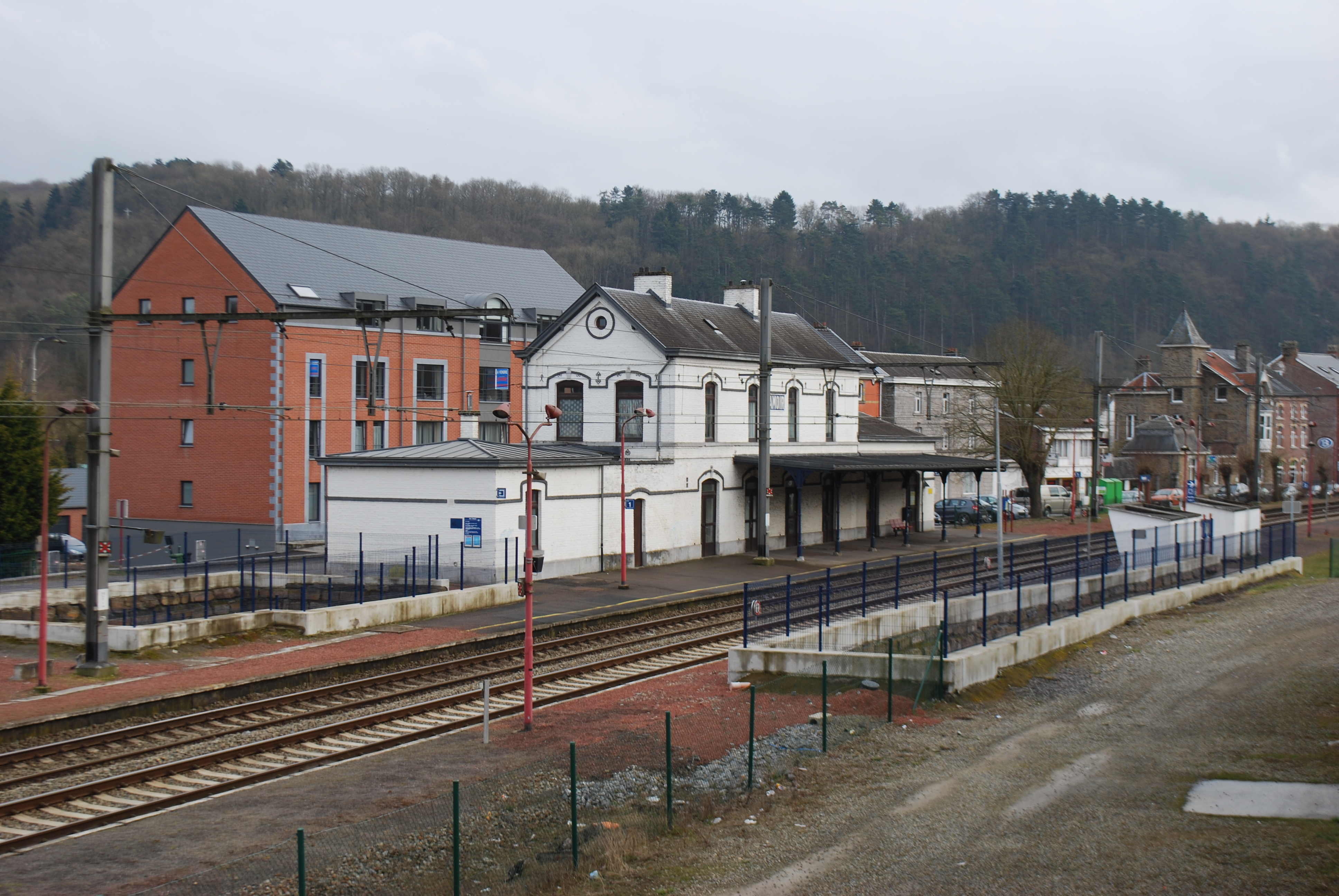
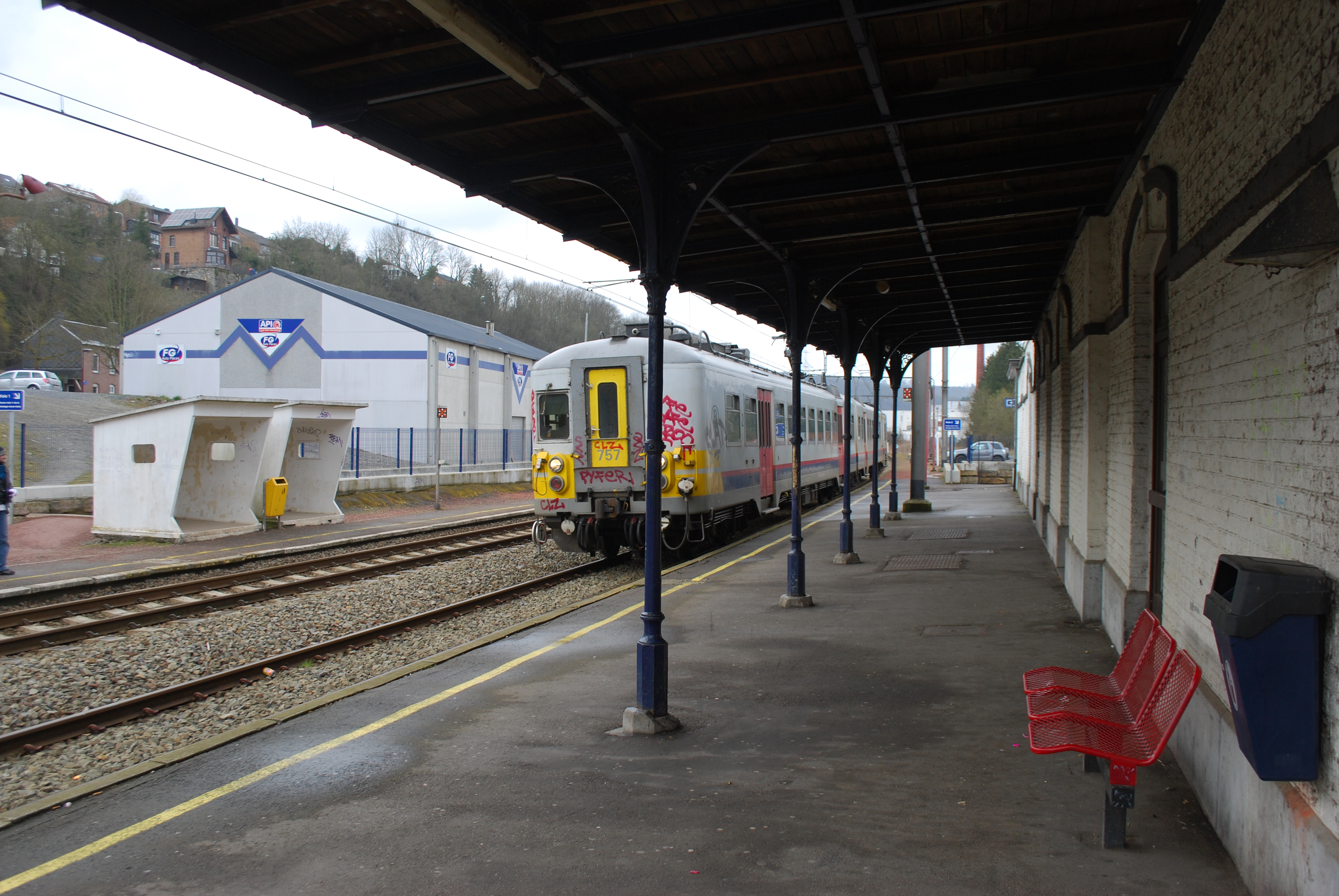
Marquise de quai.
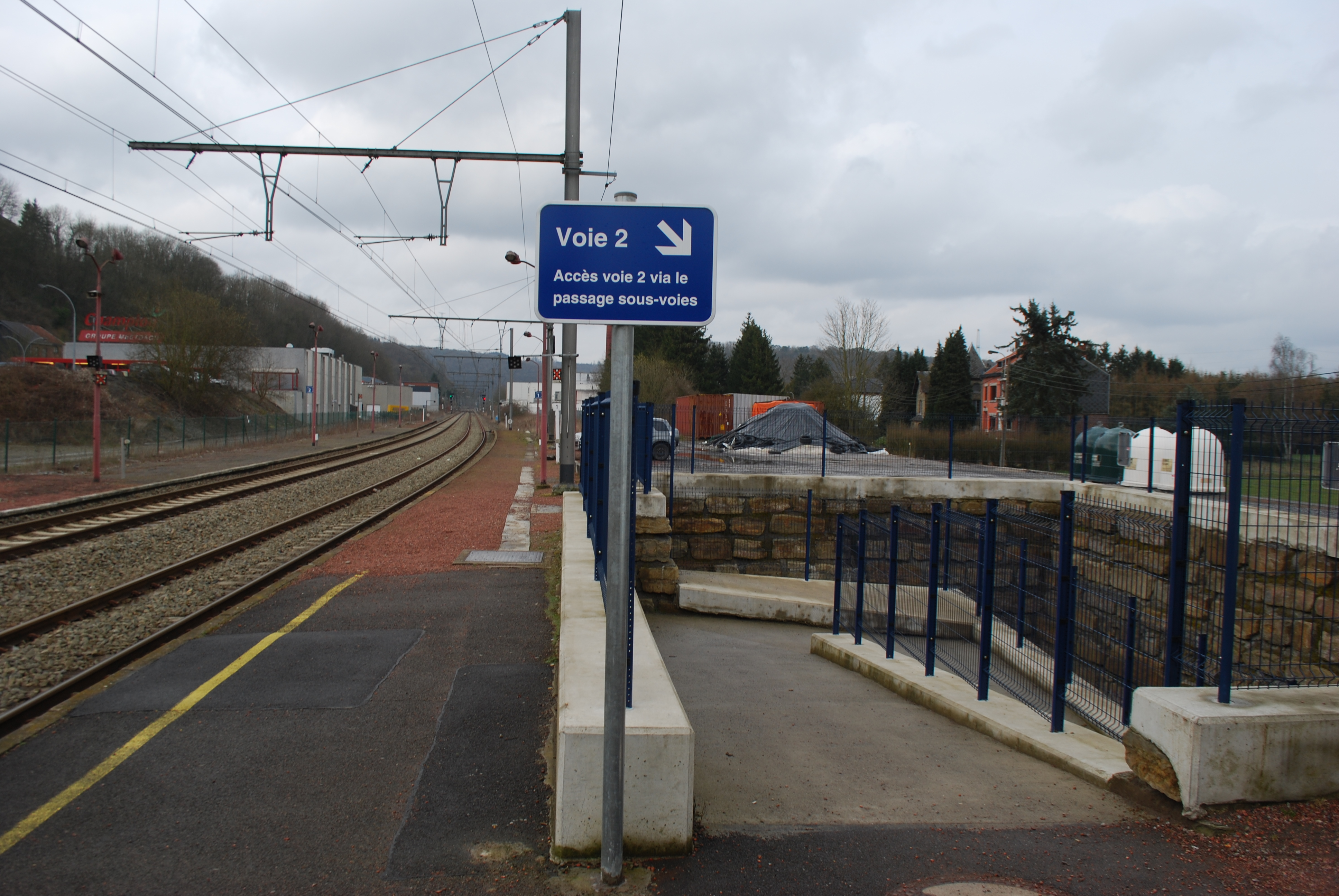
Rampe d'accès au tunnel.
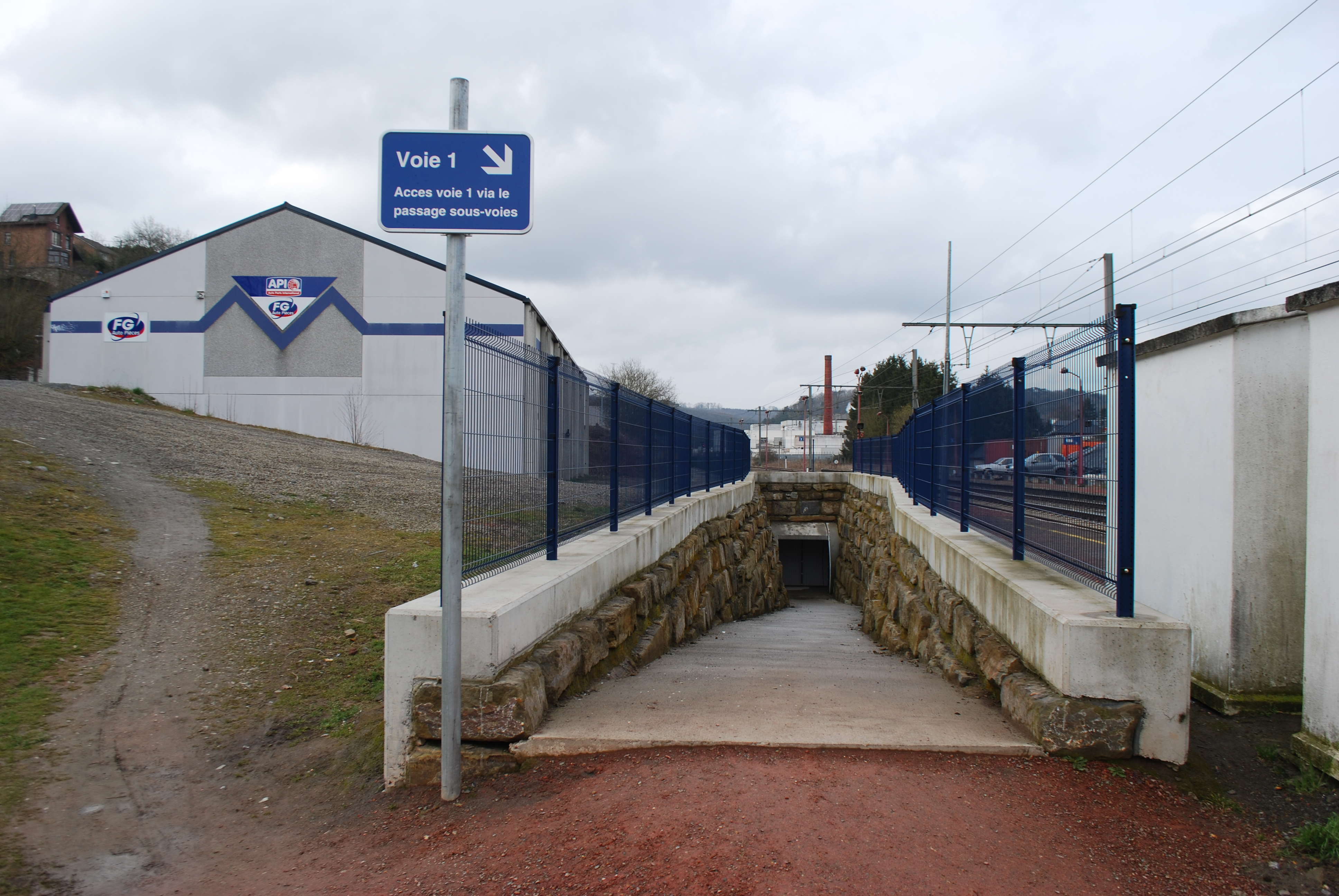
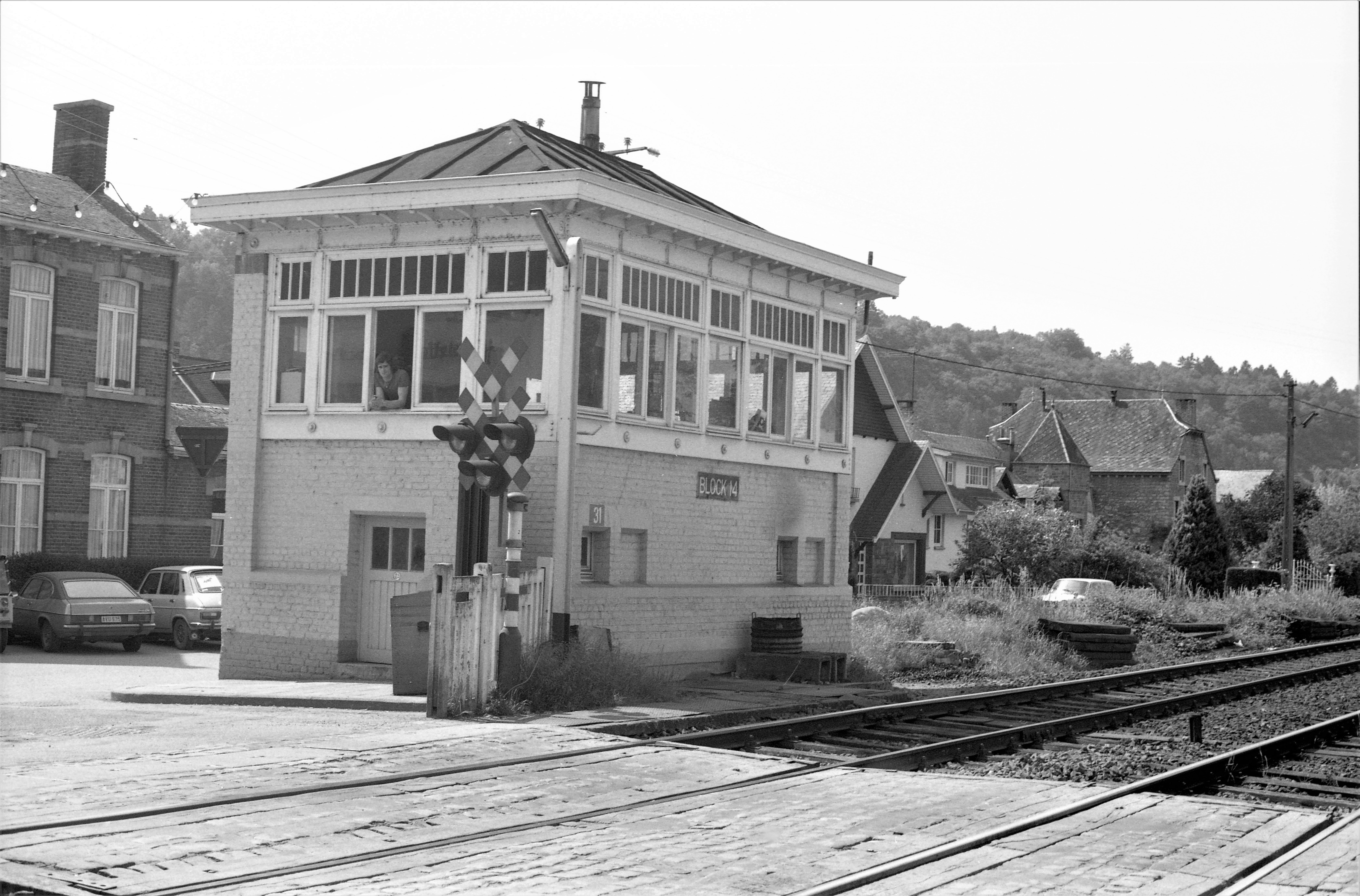
Le block 14 d'Hamoir le 31 mai 1978.
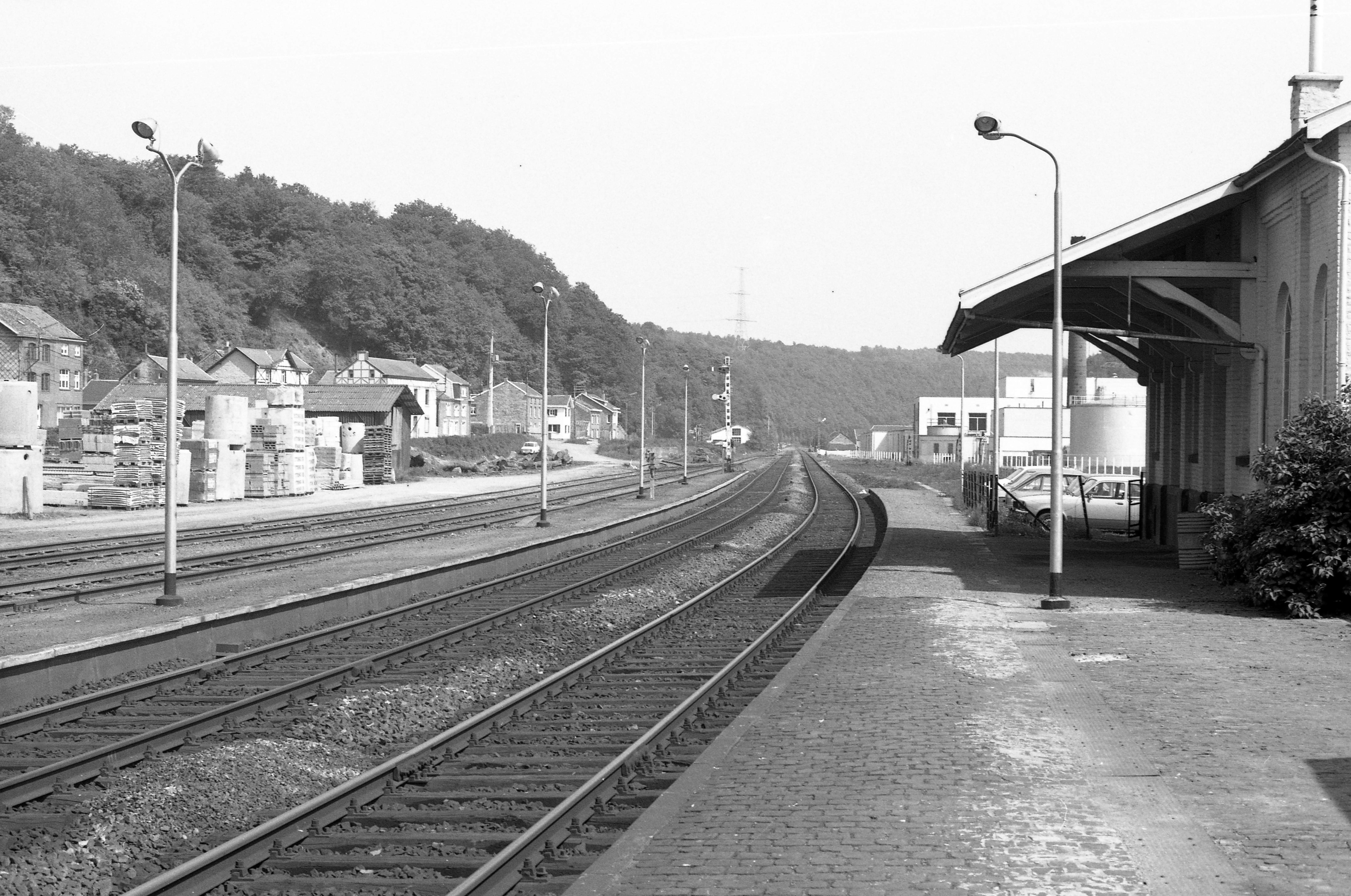
La gare de Hamoir côté quai le 31 mai 1978.
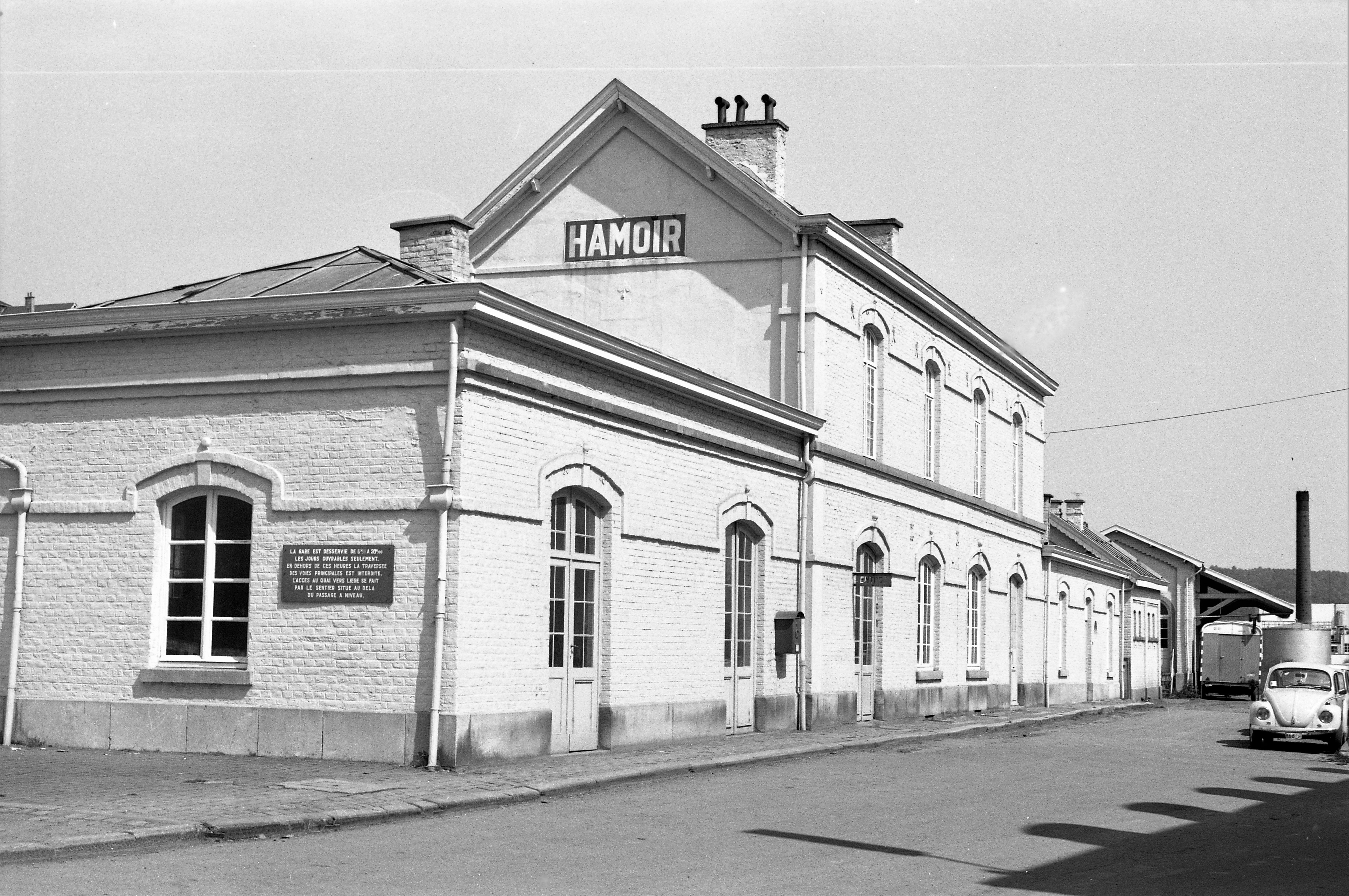
La gare de Hamoir le 31 mai 1978.